# Vaudrey
Vaudrey é uma comuna francesa na região administrativa de Borgonha-Franco-Condado, no departamento de Jura. Estende-se por uma área de 17,87 km². Em 2010 a comuna tinha 370 habitantes (densidade: 20,7 hab./km²).